# كارستن وارهولم
كارستن وارهولم هو عداء نرويجي ولد في 25 فبراير 1996،فاز بذهبية 400 متر حواجز في بطولة العالم 2017 و2019.

## روابط خارجية
- كارستن وارهولم على موقع الاتحاد الدولي لألعاب القوى (الإنجليزية)
- كارستن وارهولم على موقع الاتحاد الأوروبي لألعاب القوى (الإنجليزية)
- كارستن وارهولم على موقع الدوري الماسي (الإنجليزية)
- كارستن وارهولم على موقع اللجنة الأولمبية الدولية (الإنجليزية)
- كارستن وارهولم على موقع أوليمبيديا (الإنجليزية)